# Pallacanestro Virtus Roma 2010-2011
Questa voce raccoglie le informazioni riguardanti la Pallacanestro Virtus Roma nelle competizioni ufficiali della stagione 2010-2011.

## Stagione
La stagione 2010-2011 della Pallacanestro Virtus Roma, sponsorizzata Lottomatica,  è la 31ª nel massimo campionato italiano di pallacanestro.
All'inizio della nuova stagione la Lega Basket decise di modificare il regolamento riguardo al numero di giocatori stranieri da schierare contemporaneamente in campo. Si decise così di optare per la scelta della formula con 6 giocatori stranieri di cui massimo 2 non appartenenti a Paesi appartenenti alla FIBA Europe.

## Risultati
- Serie A:
  - stagione regolare: 9º posto su 16 squadre (14-16);
- Eurolega:
  - eliminazione al termine della fase a gironi delle Top 16.

## Roster
| Giocatori |
| --------- |

|    | Naz.                                                   | Ruolo | Sportivo               | Anno | Alt. | Peso |  |
| -- | ------------------------------------------------------ | ----- | ---------------------- | ---- | ---- | ---- |  |
| 5  | Italia (bandiera)                                      | P     | Jacopo Giachetti       | 1983 | 190  | 82   |  |
| 6  | Italia (bandiera)                                      | AC    | Angelo Gigli           | 1983 | 209  | 93   |  |
| 7  | Stati Uniti (bandiera)                                 | G     | Charles Smith          | 1975 | 193  | 88   |  |
| 8  | Italia (bandiera)                                      | AC    | Alessandro Tonolli     | 1974 | 202  | 99   |  |
| 9  | Stati Uniti (bandiera) · Macedonia del Nord (bandiera) | PG    | Darius Washington      | 1985 | 188  | 88   |  |
| 10 | Italia (bandiera)                                      | PG    | Luca Vitali            | 1986 | 201  | 85   |  |
| 11 | Italia (bandiera)                                      | C     | Andrea Crosariol       | 1984 | 210  | 110  |  |
| 12 | Costa d'Avorio (bandiera) · Francia (bandiera)         | C     | Ali Traoré             | 1985 | 206  | 108  |  |
| 13 | Italia (bandiera)                                      | A     | Luigi Datome           | 1987 | 202  | 90   |  |
| 14 | Bosnia ed Erzegovina (bandiera)                        | PG    | Nihad Đedović          | 1990 | 196  | 93   |  |
| 17 | Italia (bandiera)                                      | P     | Gianluca Marchetti     | 1993 | 178  | 66   |  |
| 19 | Montenegro (bandiera)                                  | C     | Vladimir Dašić         | 1988 | 208  | 106  |  |
|    | Italia (bandiera)                                      | G     | Gabriele Carrano       | 1993 | 187  |      |  |
|    | Italia (bandiera)                                      | A     | Alessandro Di Pasquale | 1992 | 194  |      |  |
|    | Italia (bandiera)                                      | G     | Alessandro Ferrarese   | 1993 | 188  |      |  |
|    | Italia (bandiera)                                      | A     | Valerio Staffieri      | 1992 | 190  | 90   |  |

| Staff tecnico                                                                                    |
| ------------------------------------------------------------------------------------------------ |
| Allenatore: Matteo Boniciolli (fino all'11 gennaio 2011), Sašo Filipovski (dall'11 gennaio 2011) |
| Assistenti: Draško Prodanović, Antimo Martino                                                    |

| Giocatori acquisiti a stagione in corso |
| --------------------------------------- |

|    | Naz.                            | Ruolo | Sportivo                                                        | Anno | Alt. | Peso |  |
| -- | ------------------------------- | ----- | --------------------------------------------------------------- | ---- | ---- | ---- |  |
| 16 | Bosnia ed Erzegovina (bandiera) | G     | Nemanja Gordić (dalla Budućnost Podgorica dal 23 dicembre 2010) | 1988 | 192  | 90   |  |

| Giocatori ceduti a stagione in corso |
| ------------------------------------ |

|    | Naz.                   | Ruolo | Sportivo                                                         | Anno | Alt. | Peso |  |
| -- | ---------------------- | ----- | ---------------------------------------------------------------- | ---- | ---- | ---- |  |
| 15 | Francia (bandiera)     | A     | Hervé Touré (ceduto alla New Basket Brindisi il 9 novembre 2010) | 1982 | 203  | 100  |  |
| 18 | Stati Uniti (bandiera) | C     | Josh Heytvelt (rescissione consensuale l'11 gennaio 2011)        | 1986 | 211  | 108  |  |
| 20 | Italia (bandiera)      | C     | Andrea Iannilli (ceduto alla Veroli Basket)                      | 1984 | 207  | 109  |  |

 Legabasket: Dettaglio statistico (archiviato dall'url originale l'11 marzo 2010)
Aggiornato al 12 gennaio 2011

## Mercato
| Arrivi | Arrivi            | Arrivi      | Arrivi     |
| R      | Nome              | da          | Modalità   |
| ------ | ----------------- | ----------- | ---------- |
| G      | Charles Smith     | Efes Pilsen | definitivo |
| C      | Ali Traoré        | ASVEL       | definitivo |
| PG     | Nihad Đedović     | Barcellona  | prestito   |
| C      | Vladimir Dašić    | Real Madrid | definitivo |
| C      | Andrea Iannilli   | San Severo  | definitivo |
| ALL    | Draško Prodanović | Free agent  | definitivo |

| Partenze | Partenze          | Partenze       | Partenze       |
| R        | Nome              | a              | Modalità       |
| -------- | ----------------- | -------------- | -------------- |
| AC       | Andre Hutson      |                | ritirato       |
| PG       | Ibrahim Jaaber    | Olimpia Milano | fine contratto |
| GA       | Kennedy Winston   | Virtus Bologna | fine contratto |
| AG       | Tadija Dragićević | Alba Berlino   | fine contratto |